# ضريح يعقوب بن الليث الصفار
ضريح يعقوب بن الليث الصفار (بالفارسية: آرامگاه یعقوب لیث) ضريح تاريخي يعود إلى صفاريون، ويقع في جنديسابور. هذا المبنى هو قبر يعقوب بن الليث الصفار.

## معرض الصور

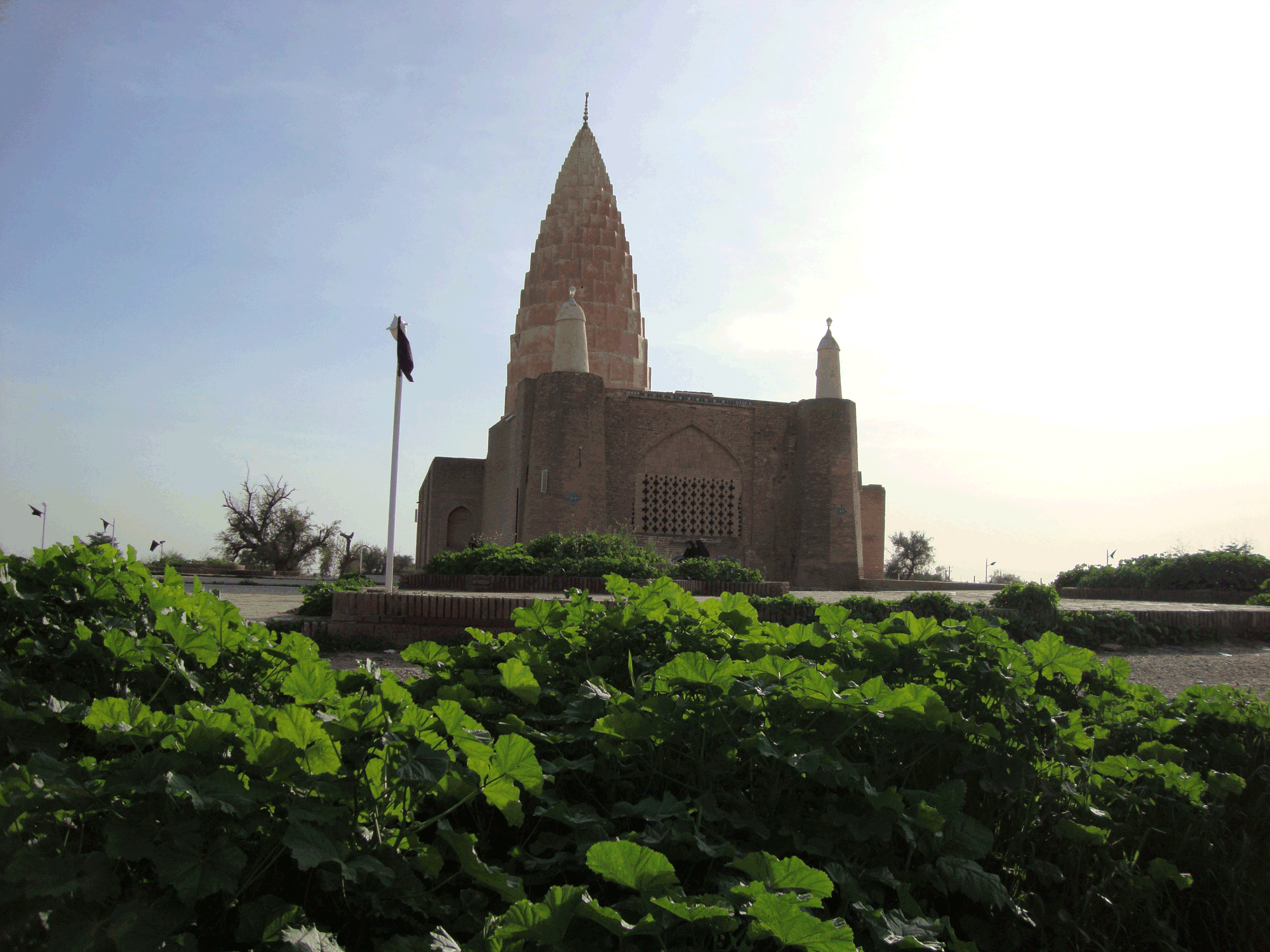
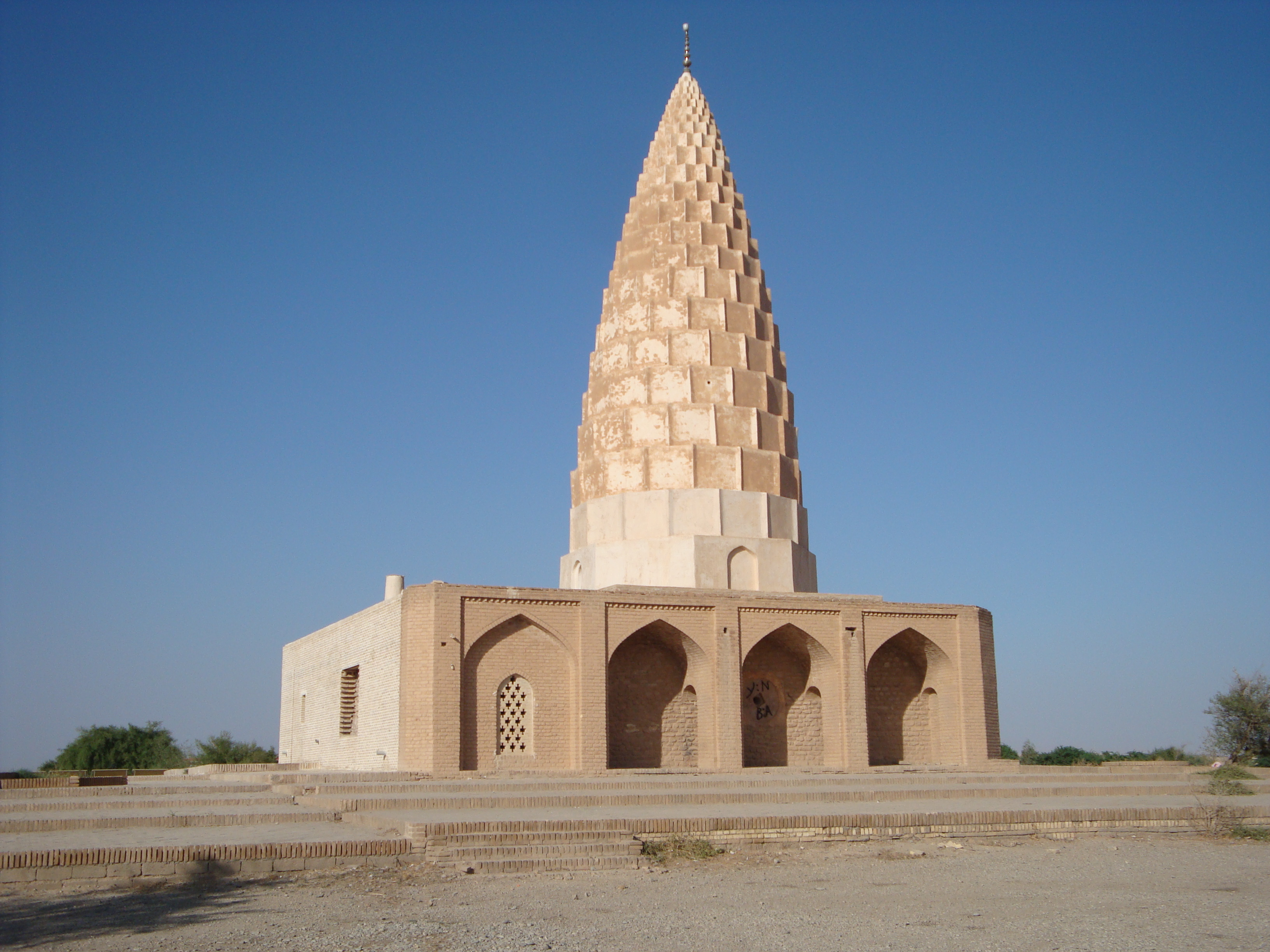
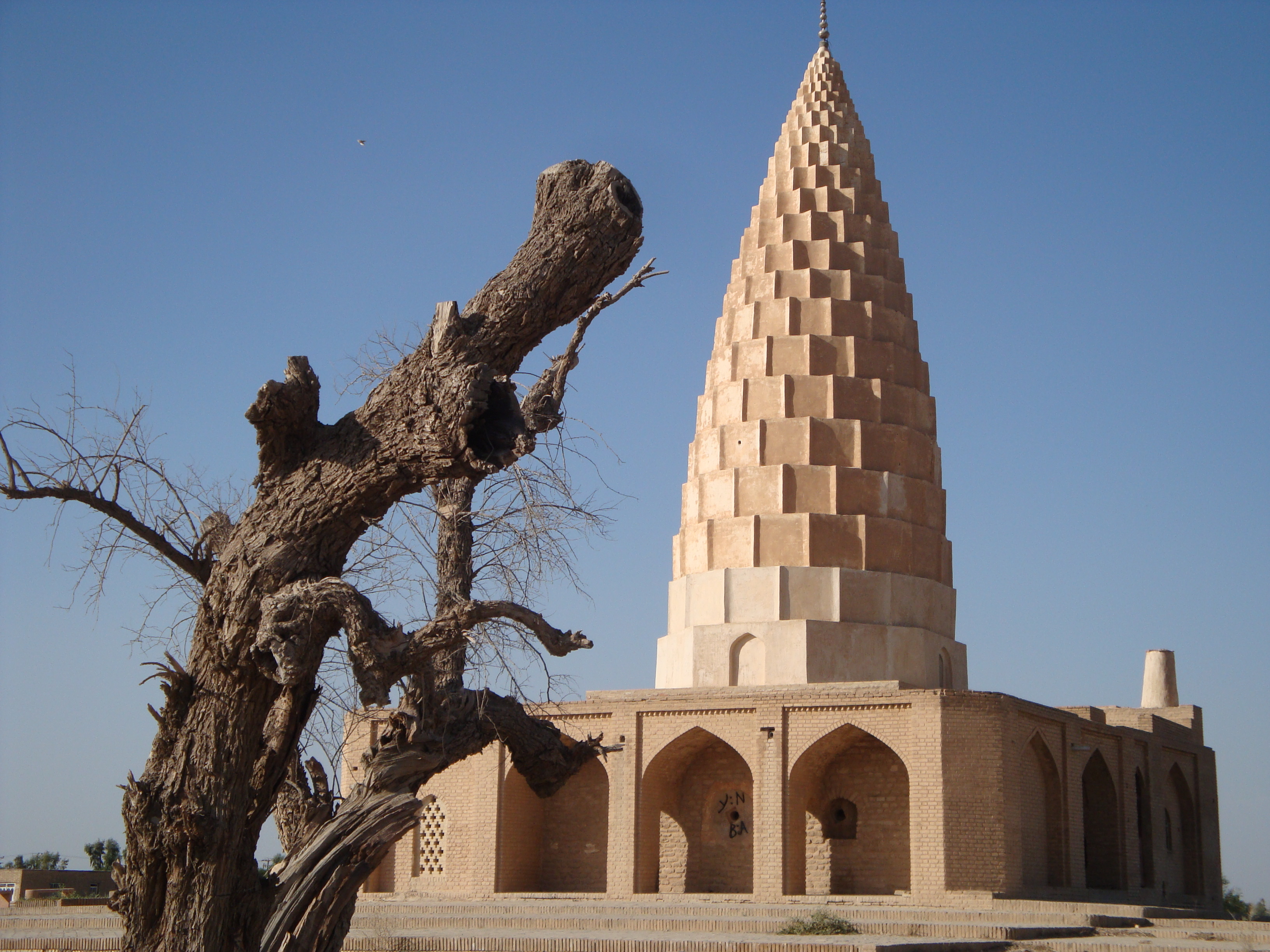
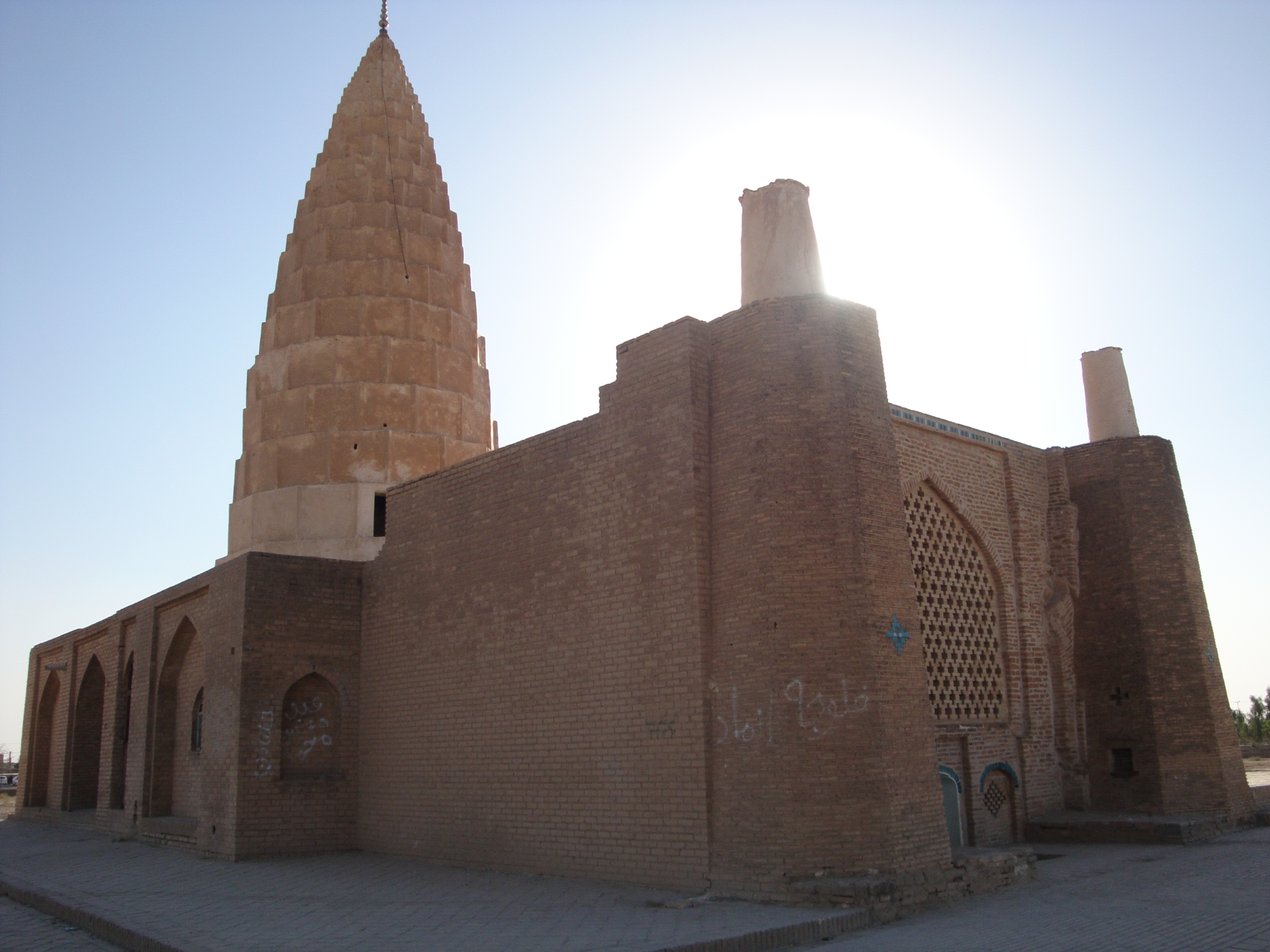